# Qatars kommuner
Qatar är sedan 2004 indelat i 7 kommuner (baladiyat, singularis: baladiyah).
- Doha (Ad Dawhah)
- Al Daayen
- Al Khawr
- Al Wakrah
- Al Rayyan
- Madinat ash Shamal
- Umm Salal

## Tidigare indelning

Qatars kommuner före 2004.

Före 2004 var Qatar indelat i 10 kommuner:
1. Doha
2. Al Ghuwariyah
3. Al Jumaliyah
4. Al Khawr
5. Al Wakrah
6. Ar Rayyan
7. Jariyan al Batnah
8. Ash Shamal
9. Umm Salal
10. Mesaieed